# Børge Skrydstrup
Børge Skrydstrup (9. december 1916 i Randers – 13. september 1978) var en dansk cand.polit., toldgrænsedirektør og atlet som var medlem af Akademisk Idrætsforening. Han var danmarksmester i 100 meter løb i 1937 og 1940 – begge år i tiden 11,1 sekund.
Skrydstrup blev student i Ribe Katedralskole 1935; cand. polit. 1942 og blev samme år sekretær i tolddepartementet og udnævnt til fuldmægtig 1946. ekspeditionssekretær 1953, kontorchef 1956; toldgrænsedirektør 1958, distriktstoldchef i Padborg 1969; tili, beskæftiget i overborgmesterens sekretariat i København 1942-1958.

## Danske mesterskaber
- Guld 1940 100 meter 11,1
- Guld 1937 100 meter 11,1

## Personlige rekorder
- 100 meter: 10,7 1939